# Tlaxco
Tlaxco es una ciudad mexicana, cabecera y localidad más poblada del municipio del mismo nombre, ubicada al norte del estado de Tlaxcala. De acuerdo con el censo de población y vivienda de 2010 realizado por el Instituto Nacional de Estadística y Geografía, tiene una población de 14 806 habitantes, lo que la convierte en la decimotercera ciudad más poblada en el estado.
El 25 de septiembre de 2015, Tlaxco fue incluida en el programa Pueblos mágicos otorgado por la Secretaría de Turismo (SECTUR) de México. La ciudad es el principal núcleo urbano del norte de Tlaxcala. En el año 2001 ganó el Premio Nacional de Restauración Histórica otorgado por el Instituto Nacional de Antropología e Historia (INAH). Se encuentra en el Eje Volcánico Transversal a una altitud de 2588 metros sobre el nivel del mar, siendo así la quinta ciudad más alta de México.
En 1816 durante la guerra de independencia, destacó la acción de guerra de Tlaxco. En 1858 en la guerra de los Tres Años, Antonio Carvajal enfrentó batallas en defensa del liberalismo en la zona. Durante la administración de Miguel Lira y Ortega en la época de la reforma se le concedió a la ciudad el título de Villa de la Regeneración, asentado en el decreto número 21, dado el 10 de julio de 1877, no fue hasta el 22 de agosto de 1939 cuando pasó a ser nombrada ciudad de Tlaxco de Morelos, no obstante el 30 de agosto de 1964 fue renombrada a simplemente Tlaxco, nombre que fue ratificado el 1 de agosto de 2008.
Tlaxco ha tenido un importante crecimiento de los sectores Industriales, Comerciales, Artesanales, Rurales y de Servicios, además el Fondo Nacional de Turismo (FONATUR) y la Secretaría de Turismo y Desarrollo Económico (SETYDE) han impulsado el desarrollo del turismo sustentable, por lo que se ha logrado que Tlaxco sea un importante centro para la inversión del turismo y el desarrollo económico. La ciudad así como el municipio se ubican como uno de los mejores del estado y la región.
Tlaxco se encuentra en la zona centro del municipio de Tlaxco, en la región Norte-Tlaxco según el consejo económico y social del estado de Tlaxcala, antes denominada como La sierra de Tlaxco-Caldera-Huamantla, cerca de la frontera norte con el estado de Hidalgo, está a solo 44 km al sur de Tlaxcala de Xicohténcatl, a 74 km al norte de la ciudad de Puebla y a 160 km al este de la Ciudad de México.

## Toponimia
El nombre de la ciudad, Tlaxco, deriva de la palabra en idioma náhuatl: «tlachco», la cual a su vez se integra con los siguientes vocablos: tlachike, que quiere decir tlachiquero o quien raspa el maguey para hacer pulque y ko, que significa lugar. De este modo, Tlaxco, significa «lugar de tlachiqueros».

### Nombres que ha tenido la ciudad
- San Agustín Tlaxco, durante el Imperio Español, hacia 1779.[24]
- Villa de la Regeneración, durante el ocaso del Segundo Imperio Mexicano, 10 de julio de 1877.[24]
- Ciudad de Tlaxco de Morelos, del 22 de agosto de 1939 al 30 de agosto de 1964.[25]
- Tlaxco, erigido desde el 30 de agosto de 1964 y revalidado el 1 de agosto de 2008.[25]

## Historia

### Época prehispánica
Los primeros asentamientos humanos registrados en Tlaxco datan de los años 800 al 350 a. C., durante la fase Texoloc, en el periodo Tezoquipan se dieron asentamientos sedentarios que venían del golfo central, se consideran grupos prototeotihuacanos. En los años 100 al 600 d. C. se dio paso a la fase cultural Tenanyecac periodo en el que se dieron asentamientos de filiación teotihuacana, la cual se ubicó en un espacio definido dentro del estado, el cual estuvo dividido en dos áreas: la parte del norte central y oeste del estado —Tlaxco y Calpulalpan— a la cual se le denominó esfera teotihuacana. En este mismo periodo se establecieron en el área asentamientos provenientes del Tajín quienes, de cierta manera, fortalecieron el bloqueo comercial, impuesto a Teotihuacán.

### La colonia
Durante la época de la colonia, los primeros asentamientos poblacionales de los que se tiene antecedentes son, la estancia otorgada por merced real en 1549 a favor de Pierres Gómez. La fase de expansión del sistema agrario europeo se da en el siglo XVIII. El manejo de los diezmos, posibilitó por un lado hacer evidente el carácter marginal de la economía campesina indígena, en contraposición con el amplio volumen de producción del sistema agrícola europeo implantado en Tlaxcala a través de las haciendas; por el otro lado, permite destacar el sentido y la situación que Tlaxco presenta dentro de la estructura productiva de la provincia, al ser considerado como uno de los cinco predios diezmales en que se integró la entidad.

### La independencia
En el periodo de la independencia, en 1820, con el restablecimiento de la constitución española, se formaron ayuntamientos y la provincia quedó dividida en 7 partidos de los cuales Tlaxco formó parte, junto con Tlaxcala, Ixtacuixtla, Nativitas, Huamantla, Tetla y Chiautempan. Hacia 1849, la integración del poder público en el estado considera una diputación conformada por nueve diputados; cuatro de los cuales son electos en la capital, 3 en Huamantla y 2 en Tlaxco, responsables de deliberar sobre las cuestiones públicas en Tlaxcala.

### La reforma

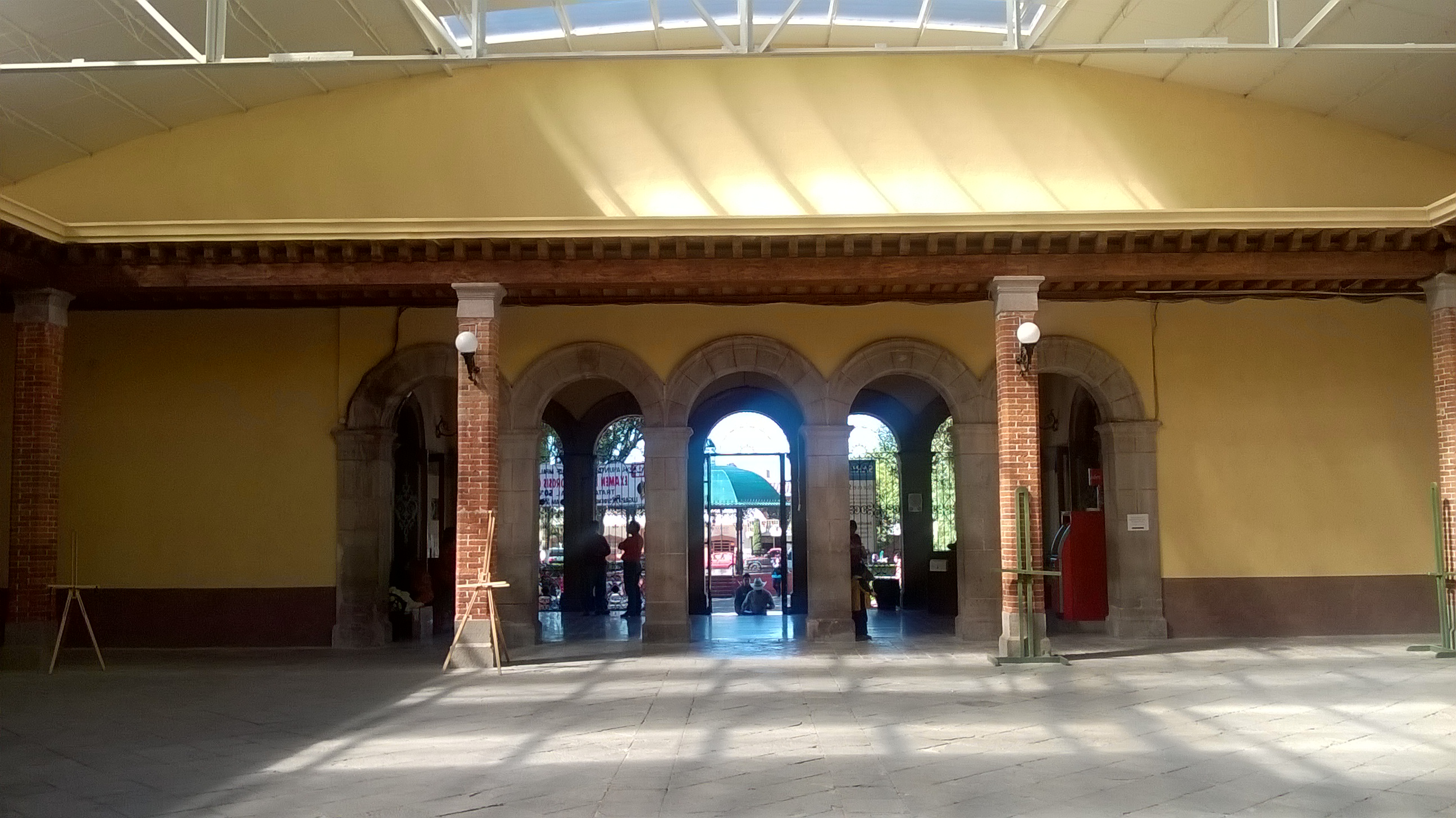
Palacio municipal de Tlaxco desde su interior, fue inaugurado por el expresidente Porfirio Díaz.

En la época de la reforma, los conservadores advirtieron la presencia de Islas, Fonchi y Astari y Antonio Carbajal atacó Tlaxco, done hubo más batallas entre liberales y conservadores. En 1864, el imperio dividió al país en 50 departamentos. Tlaxcala a su vez, se dividió en 3 distritos; Tlaxco, es uno de los distritos. Durante la gobernación de Miguel Lira y Ortega el estado se integró por 5 nuevos distritos, —Hidalgo, Zaragoza, Juárez, Morelos y Ocampo— Tlaxco se incorporó al distrito de Morelos. 

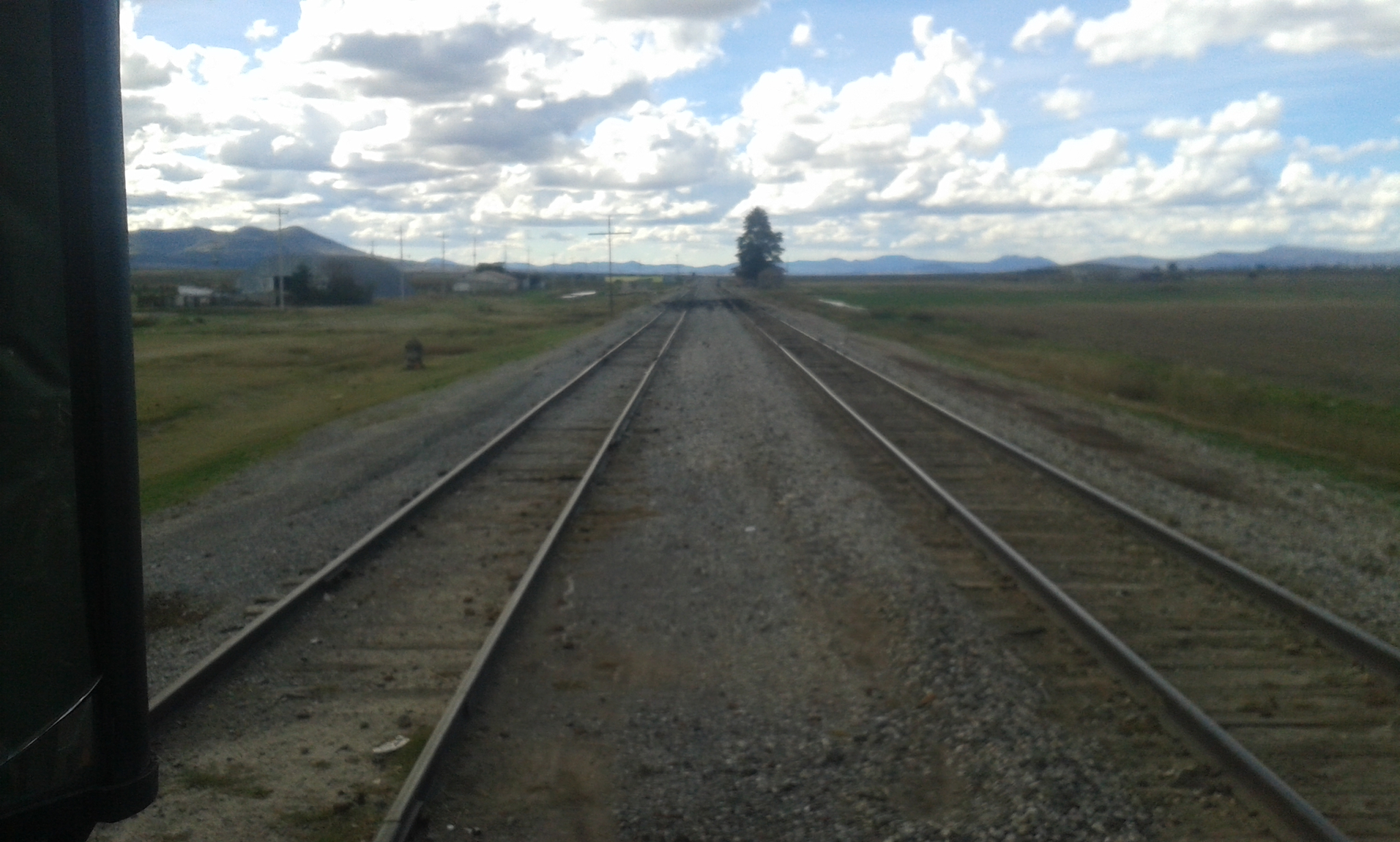
Tren de la ruta Apizaco-Tlaxco.

Entre los acontecimientos de la época del porfiriato en Tlaxco, Porfirio Díaz visitó la ciudad, quien en enero de 1894 inauguró el palacio municipal. Expresando lo siguiente: 

Hoy 28 de enero de 1894, queda solemnemente inaugurado el Palacio Municipal de Tlaxco e instaladas en él las oficinas públicas
Porfirio Díaz.

 La ciudad de Tlaxco se distinguió por ser una importante plaza comercial junto con Huamantla, Tlaxcala, Villa de Progreso, Barrón-Escandón, Calpulalpan, Zacatelco y Chiautempan. En 1899 se organizó en Tlaxco una junta de terratenientes y comerciantes, quienes decidieron establecer un ferrocarril con Apizaco, la cual tenía una finalidad netamente comercial. El 2 de junio de 1902, Próspero Cahuantzi inauguró el ferrocarril agrícola de Tlaxco, en febrero de 1905 se adaptó una locomotora, la cual, después de varios años dejó de funcionar por ser incosteable, como consecuencia de ello fue clausurada definitivamente.

### Época contemporánea
Hacia 1928 Tlaxco registró su propio partido político, denominado Partido Político Independiente "José María Morelos". En 1932, Tlaxco ocupó el segundo lugar estatal como productor de pulque —El primero lo ocupó Calpulalpan—. Para 1940, el camino que comunicaba de Apizaco-Tlaxco tuvo una larga reconformación a todo lo largo para hacerlo transitable. Mismo que para 1956 se convertiría en carretera que llevaría de Apizaco-Tlaxco-Chignahuapan. El 29 de agosto de 1945, se publicó en el periódico oficial, la Ley Orgánica del Municipio en el Estado de Tlaxcala, en donde se dio a conocer que la ciudad de Tlaxco, así como el municipio de Tlaxco serían libres en el estado.

## Geografía

### Localización
Tlaxco se encuentra en las coordenadas 19°36′52″N 98°07′10″O / 19.61444, -98.11944 al norte del estado en la región denominada como la Sierra de Tlaxco (parte del Eje Neovolcánico) a una altitud de 2540 metros sobre el nivel del mar.

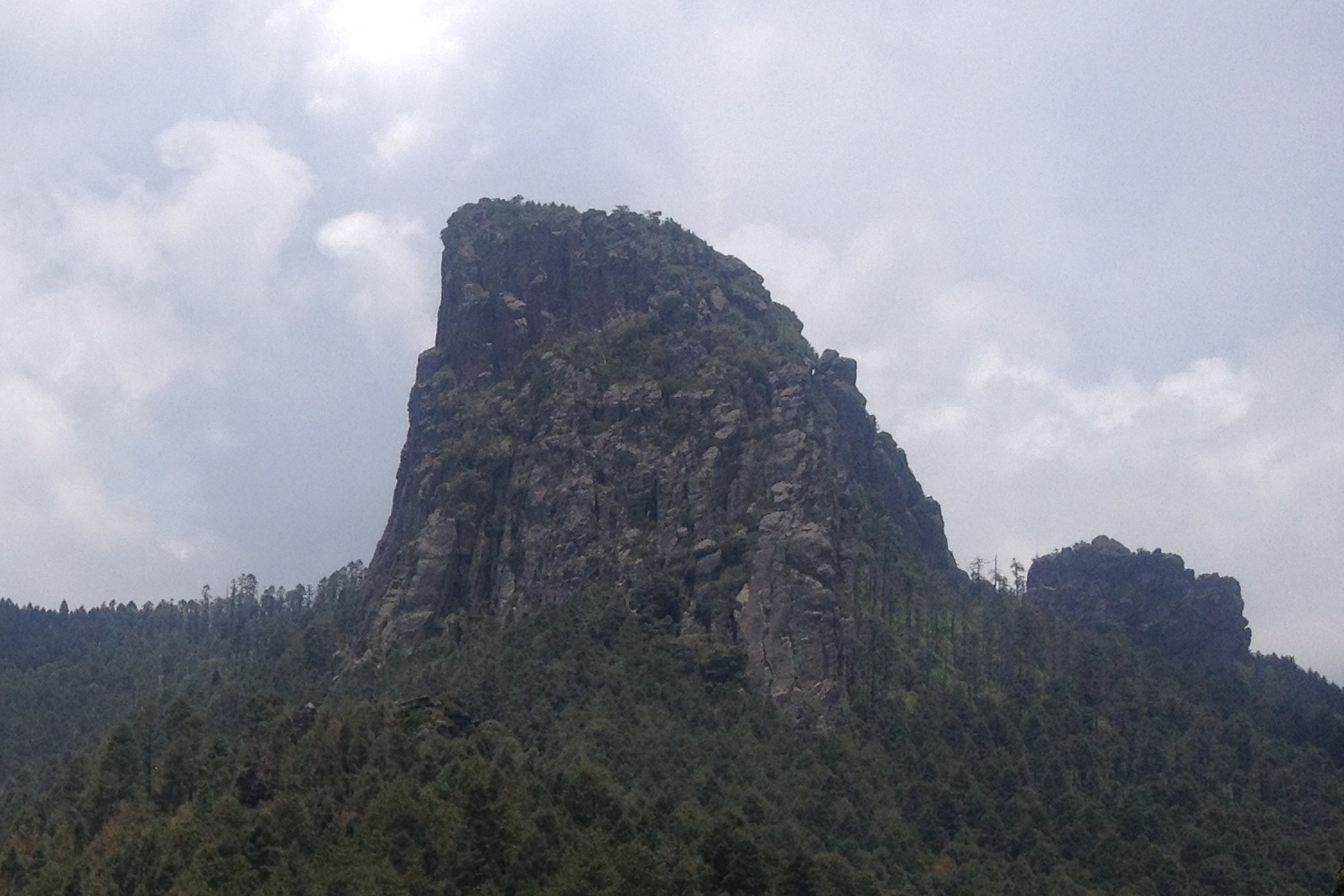
Peñón del Rosario localizado en la sierra de Tlaxco.

La ciudad se encuentra a una distancia de 160 km de la Ciudad de México, 44 km de la ciudad de Tlaxcala, 74 km de la ciudad de Puebla, 284 km del puerto de Veracruz, 520 km de Acapulco, 229 km de Cuernavaca, 25 km de Apizaco, 51 km de Huamantla, 83 km de Calpulalpan, 58 km de Zacatelco, 113 km de Atlixco, 63 km de Texmelucan, 74 km de Cholula, 40 km de Chiautempan, 65 km de San Pablo del Monte, 128 km de Tepeaca, 218 km de Tehuacán, 82 km de Huejotzingo, 55 km de Zacatlán, 153 km de Teziutlán.

### Extensión
De acuerdo con la información del Instituto Nacional de Estadística, Geografía e Informática, el municipio de Tlaxco comprende una superficie de 573.39 kilómetros cuadrados, de los cuales 15.01 km corresponden a la ciudad de Tlaxco.

### Orografía
El municipio al que pertenece la ciudad de Tlaxco, se encuentran tres formas características de relieve: Zonas accidentadas, abarcan aproximadamente el 20.0 por ciento de la superficie total y se localizan al norte de Tlaxco. Zonas semiplanas, ocupan un 20.0 por ciento de la superficie, se ubican al oeste y sureste de Tlaxco y las zonas planas que comprenden el 60.0 por ciento del territorio municipal se encuentran en la zona occidental, al sur del municipio y parte de la zona oriente.

### Hidrografía
Los recursos hidrográficos se integran a través del río Zahuapan, cuyo recorrido va de noreste a sudoeste, el cual abarca 14 km de longitud.

### Flora
Abarca una vegetación compuesta principalmente por bosques de pino y oyamel. El bosque de pino, constituido por teocotes, pino colorado, pino blanco, y pino ayacahuite, presentan una distribución restringida en la sierra del norte del estado, la cual colinda con el estado de Puebla y frecuentemente se encuentran creciendo en microclimas húmedos.

### Fauna
El tipo de fauna es silvestre entre los que destacan; conejo, liebre y coyote. Se encuentran también aves como pato, gavilán y diversas especies de pájaros.

### Clima
En general el clima es templado subhúmedo, con régimen de lluvias en los meses de junio a septiembre. Los meses más calurosos son de marzo a mayo. La dirección de los vientos en general es de norte a sur, igualmente la temperatura promedio máxima anual registrada es de 22.9 grados centígrados y la mínima de 5.3 grados centígrados. La precipitación promedio máxima registrada es de 122.5 milímetros y la mínima de 7.6 milímetros.

## Política

### Municipio de Tlaxco

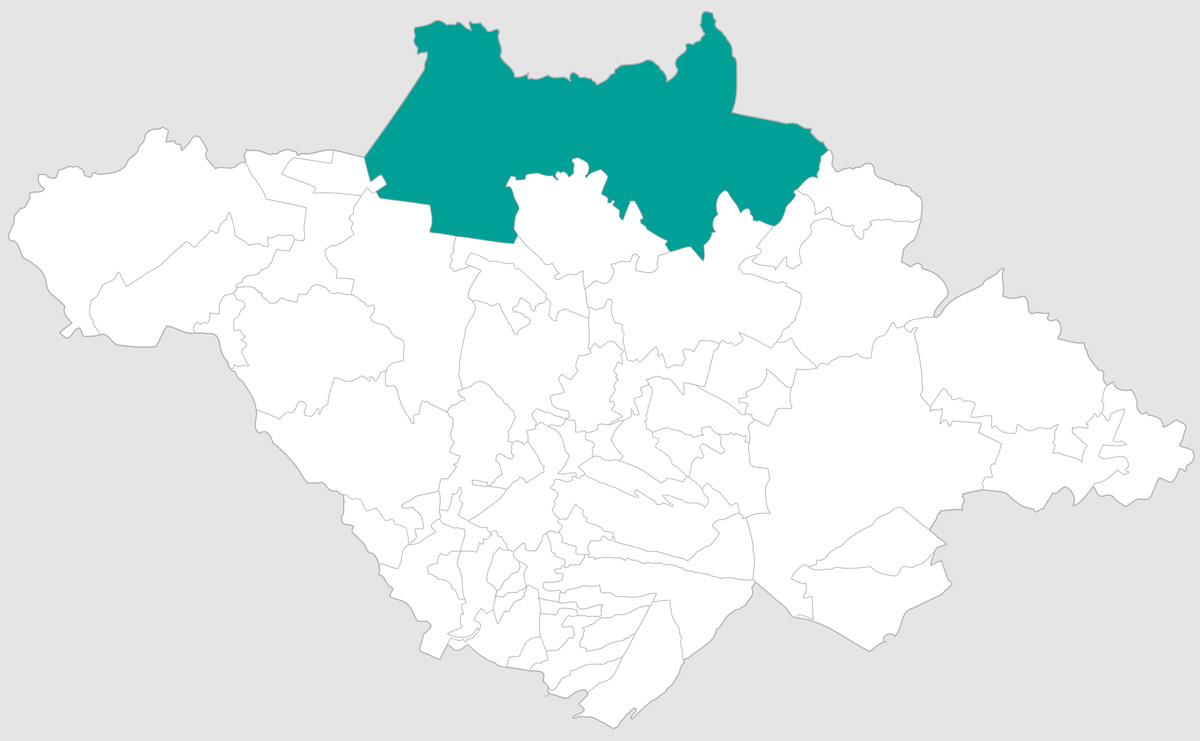
Municipio de Tlaxco en el estado de Tlaxcala, según los límites del INEGI.

La ciudad de Tlaxco es la cabecera municipal del municipio de Tlaxco, uno de los 60 municipios de Tlaxcala, el cual se encuentra en el norte del estado y ocupa una superficie total de 573.39 km².
En el 2010, el municipio tenía una población de 39 939 habitantes, el 37.07 % de ellos está en la cabecera municipal y el resto en las localidades de Acopinalco del Peñón, San José Atotonilco, El Rosario, Unión Ejidal Tierra y Libertad, entre otras.

### Administración
La autoridad municipal está constituida en un ayuntamiento, integrado por un presidente municipal o alcalde, regidores y síndicos. La presidenta municipal actual es Gardenia Hernández Rodríguez emanada del Partido Revolucionario Institucional (PRI), para el periodo 2017-2021.

### Distritos electorales
- Distrito electoral local: Pertenece al distrito electoral local XIV, con cabecera en Tlaxco.
- Distrito electoral federal: Pertenece al distrito electoral federal I, con cabecera en Apizaco.[38]

## Demografía

### Población
Conforme al Censo de Población y Vivienda 2010 realizado por el Instituto Nacional de Estadística y Geografía (INEGI) con fecha censal del 12 de junio de 2010, Tlaxco contaba hasta ese año con un total de 14 806 habitantes, de dicha cifra, 7 137 eran hombres y 7 669 eran mujeres.
| Gráfica de evolución demográfica de Tlaxco entre 1900 y 2017 |
| |
| Población de los censos y conteos del Instituto Nacional de Estadística y Geografía (INEGI) de 1900 a 2010. Población según proyecciones estimadas para 2017 por el Consejo Nacional de Población (CONAPO). |

## Servicios públicos

### Transporte y comunicaciones

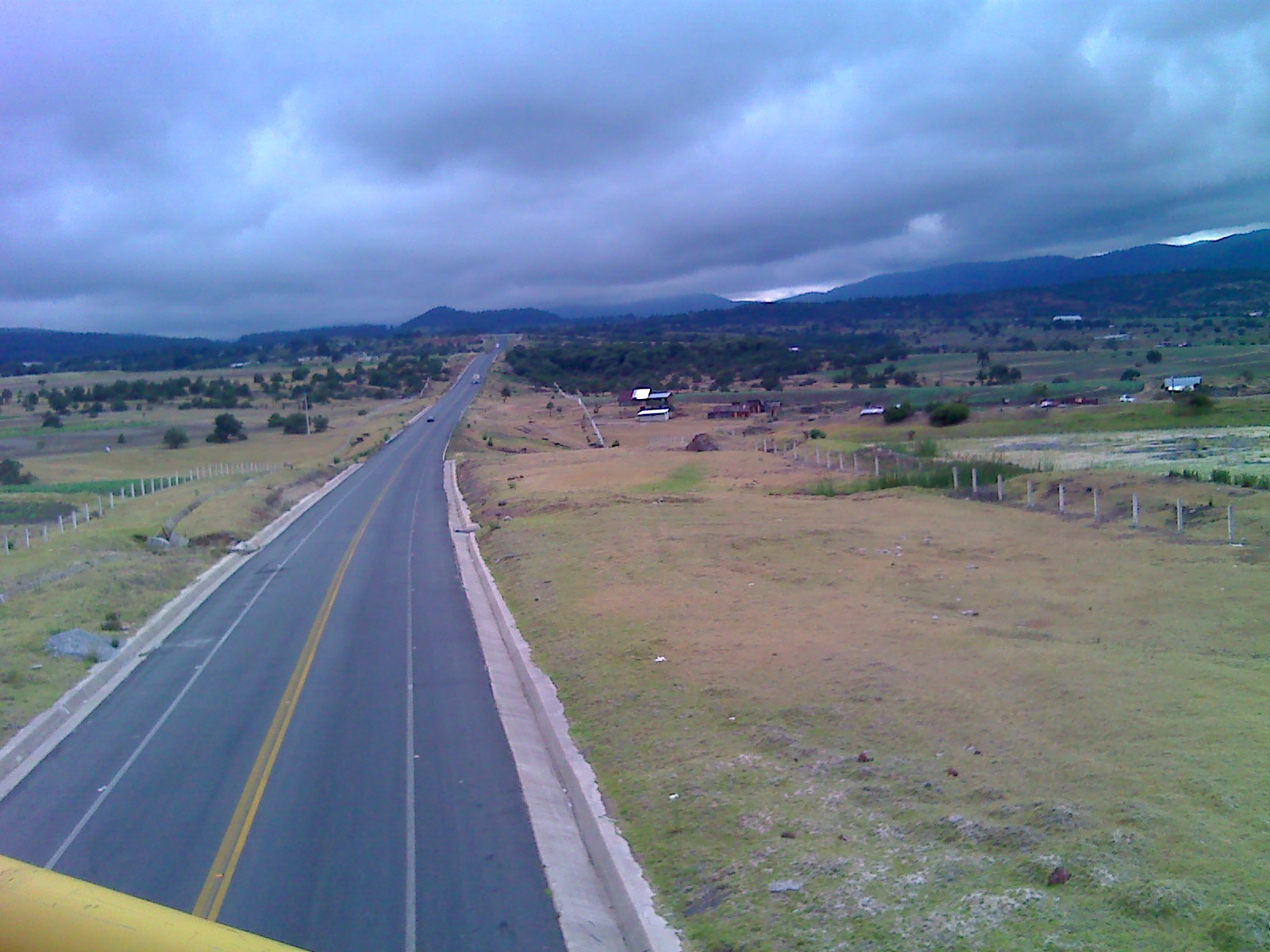
Autopista Tlaxco-Chignahuapan.

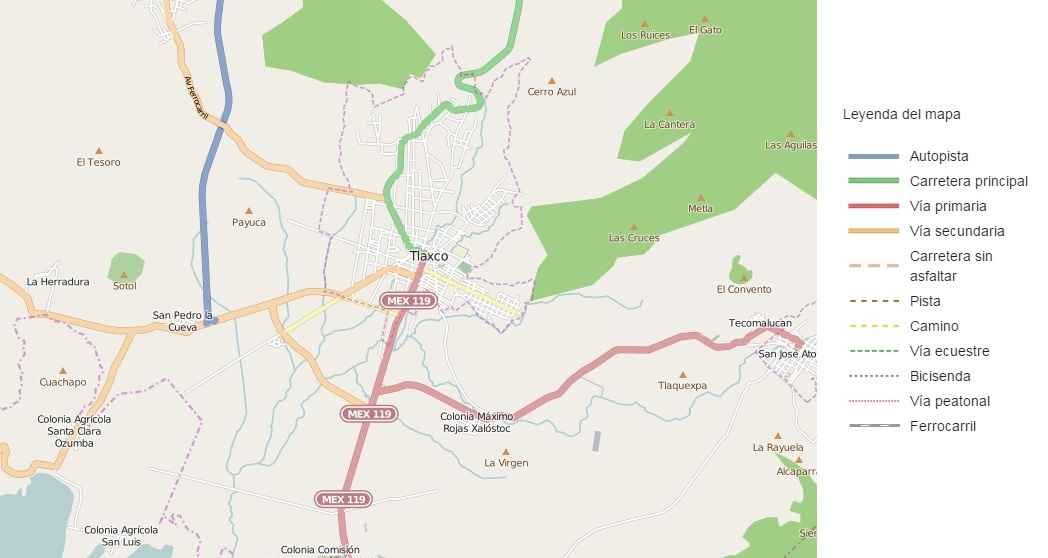
Red vial de Tlaxco.

Las carreteras Tlaxco-Chignahuapan, Tlaxco-Apizaco y la carretera federal 119D, son las principales vialidades de la ciudad, permiten realizar una distribución e intercambio de bienes y servicios.
Cuenta con una importante infraestructura de transporte, que facilita el crecimiento de las economías locales, y de los mercados regionales que se conforman con localidades pertenecientes a los estados colindantes.

### Educación
Según el Instituto Nacional de Estadística y Geografía (INEGI), el índice de alfabetización de la ciudad era de 98.7 % en este sector de la población, cifra que está por encima de la media estatal de 99,15 %, y por encima de la media nacional que era de 92,8 %.
Al año 2010, de acuerdo al censo efectuado por el INEGI, se tenían registradas 53 escuelas de nivel preescolar, 54 de nivel primaria, 28 de nivel secundaria y 11 de nivel preparatoria.
La educación superior se ofrece a través de la Universidad Autónoma de Tlaxcala (campus Tlaxco), en la Facultad de Agrobiología y Ciencias Ambientales, el Instituto Tecnológico Superior De Tlaxco.

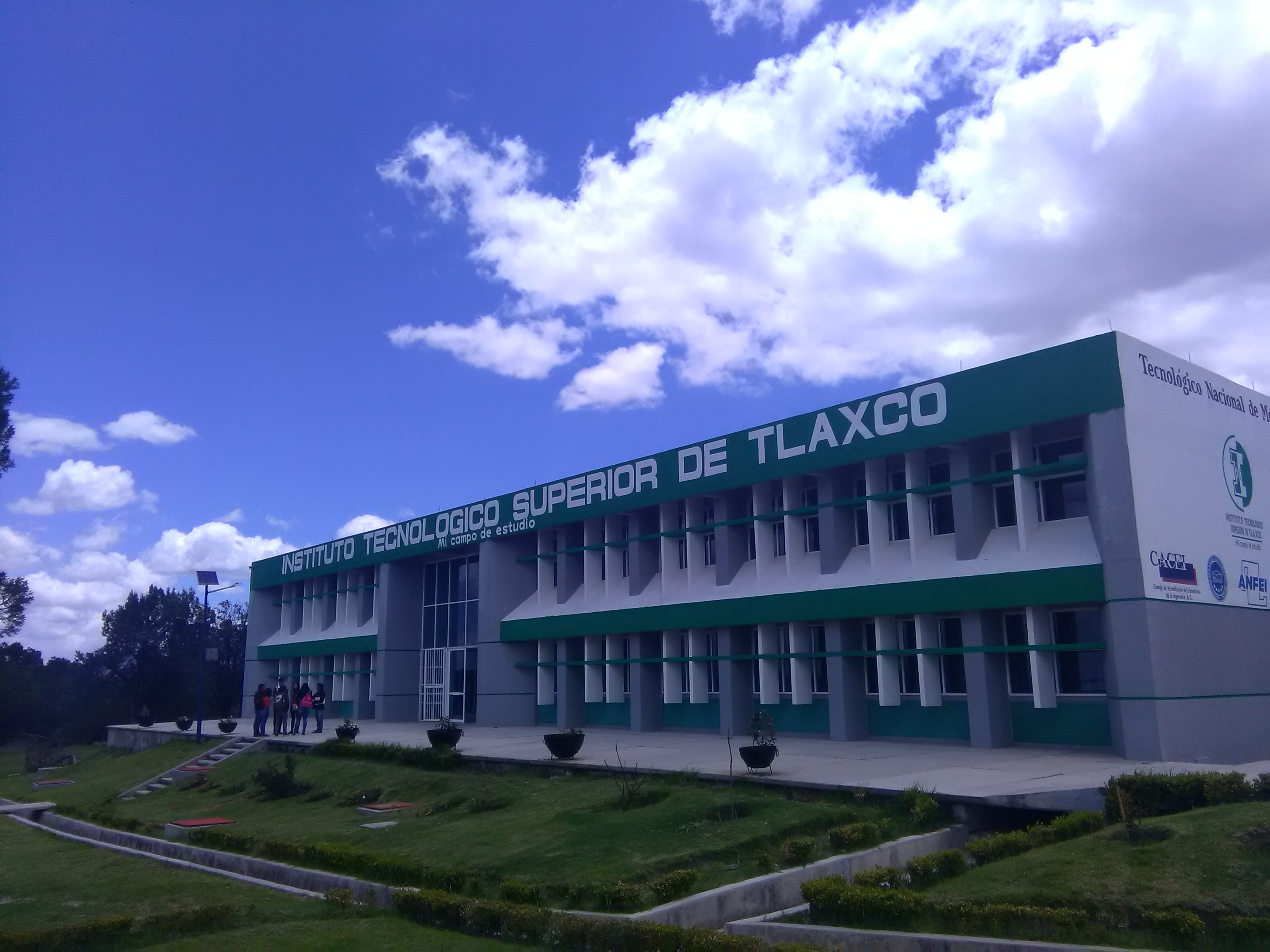
Instituto Tecnológico de Tlaxco

### Salud
En el censo de 2010 realizado por el Instituto Nacional de Estadística y Geografía (INEGI), se registró una población derechohabiente a servicios de salud de 28 292, de los cuales 2 612 pertenecen al Instituto Mexicano del Seguro Social (IMSS), 522 acuden al Instituto de Seguridad y Servicios Sociales de los Trabajadores del Estado (ISSSTE), 24 159 pertenecen a los seguros proporcionados por Petróleos Mexicanos (PEMEX) o la Secretaría de Marina de México (SEMAR), 633 al Seguro Popular y 433 acuden a otras instituciones o instituciones privadas de salud.
La infraestructura de salud está integrada por una unidad médica de consulta externa del Instituto Mexicano del Seguro Social (IMSS), por trece unidades médicas de consulta externa, una unida de hospitalización general, seis casa de salud y seis casas técnicas de salud que pertenecen al Organismo Público Descentralizado Salud de Tlaxcala, una unidad médica de consulta externa del Desarrollo Integral de la Familia (DIF).

### Agua y electricidad
Los servicios públicos son agua potable, drenaje y electricidad; la disponibilidad de estos servicios en el municipio es parcialmente escasa. El servicio de agua potable, drenaje y alcantarillado está a cargo de la Comisión de Agua Potable y Alcantarillado de Tlaxco (CAPAT), mientras que la Comisión Federal de Electricidad (CFE) se encarga de la electricidad y alumbrado público.

## Patrimonio cultural

### Pueblo mágico

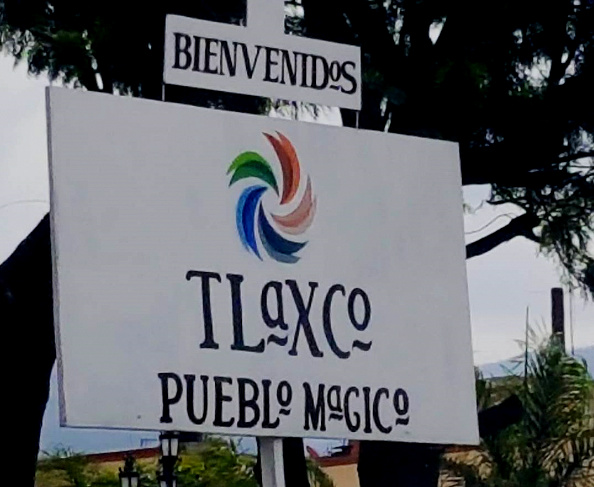
Letrero de bienvenida a Tlaxco, con la insignia de Pueblo Mágico.

El 25 de septiembre de 2015 la secretaría de turismo (SECTUR) le otorgó el nombramiento de Pueblo Mágico al entonces alcalde de Tlaxco, Jorge Rivera Sosa. El reconocimiento fue entregado en el pleno de la segunda feria nacional de Pueblos mágicos, convirtiéndose en la segunda localidad en recibir este título en el estado de Tlaxcala, después de Huamantla. Fue reconocida gracias a su gastronomía, derivada de productos lácteos, carnes de cerdo y res, y la herencia colonial reflejada en las calles de su centro histórico, entre otros.

### Patrimonio ferrocarrilero
En 2010 el Instituto Nacional de Antropología e Historia (INAH) decretó a las antiguas estaciones Sanz y Soltepec como patrimonio ferrocarrilero de Tlaxco.

#### Estación Sanz
La estación Sanz fue una estación ferroviaria, se edificó sobre la línea del antiguo Ferrocarril de San Nicolás a Virreyes, por medio de la concesión número 238 fechada en 20 de septiembre de 1901, tenía como ruta Los Reyes-Veracruz. La empresa organizada para explotar este ferrocarril quedó a cargo de la Compañía Limitada del Ferrocarril Oriental Mexicano. Esta línea fue la última adquirida por el Ferrocarril Interoceánico.

#### Estación Soltepec
La estación Soltepec fue una estación ferroviaria, la cual tenía como ruta a la Terminal del Valle-Veracruz, perteneció a la línea México-Veracruz del antiguo Ferrocarril Mexicano. La primera concesión para la construcción de esta línea fue otorgada en 1837, dicha concesión fue cancelada pero poco después, en medio de conflictos bélicos internos y externos, la línea con cerca de 424 kilómetros fue concluida y puesta en servicio en 1873. La línea que partía de la Ciudad de México llegó a Soltepec en el año de 1866. Se edificó en terrenos que fueron de la Hacienda de San Buenaventura.

## Turismo

### Parroquia de San Agustín

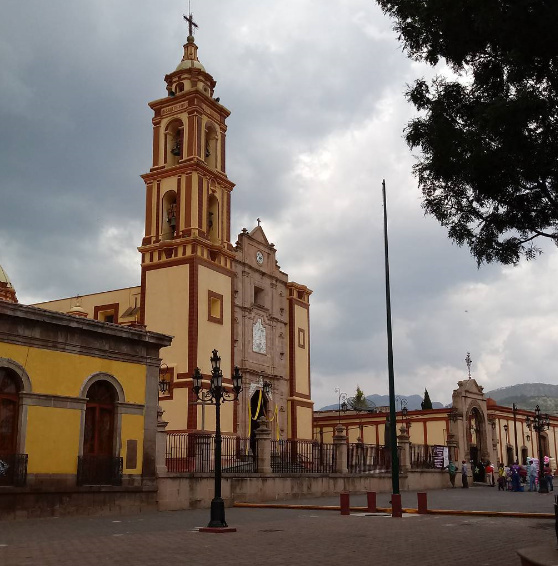
Parroquia de San Agustín.

La parroquia de San Agustín es un monumento federal, la edificación del templo, se estima hacia el siglo XVII, en la construcción participó Vicenzo Barroso de la Escayola, diseñador de la catedral de Morelia, por lo que este es el ejemplo más alejado de la escuela local. La portada, de cantera rosa, se distingue por sus nichos vacíos, así como por la ausencia de contrafuertes y la imagen de San Agustín, posada sobre un águila bicéfala.
En los extremos de la nave hay ocho altares que forman parte de la reciente decoración neoclásica, de mediados del siglo. El transepto izquierdo muestra un retablo barroco estípite dedicado a la virgen de Guadalupe, mientras que en su opuesto existe un retablo similar con la figura central de la Virgen Dolorosa.
El retablo principal se terminó en 1760. Su único cuerpo, de perspectiva agigantada, lleva ocho imágenes que se conjugan con cuatro columnas estípites, de entre las que sobresale una imagen en relieve de San Agustín. En las pechinas de la cúpula octagonal, se observa la representación de los cuatro doctores de la iglesia, y en el coro se conserva un órgano del siglo XVIII.

### Capilla de Lourdes
La capilla de Lourdes es un santuario con advocación a Nuestra Señora de Lourdes de estilo neoclásico, su edificación data del siglo XIX, tiene una altura máxima de 17 de metros y está ubicada a 6 cuadras del centro de la ciudad.

### Capilla del Calvario

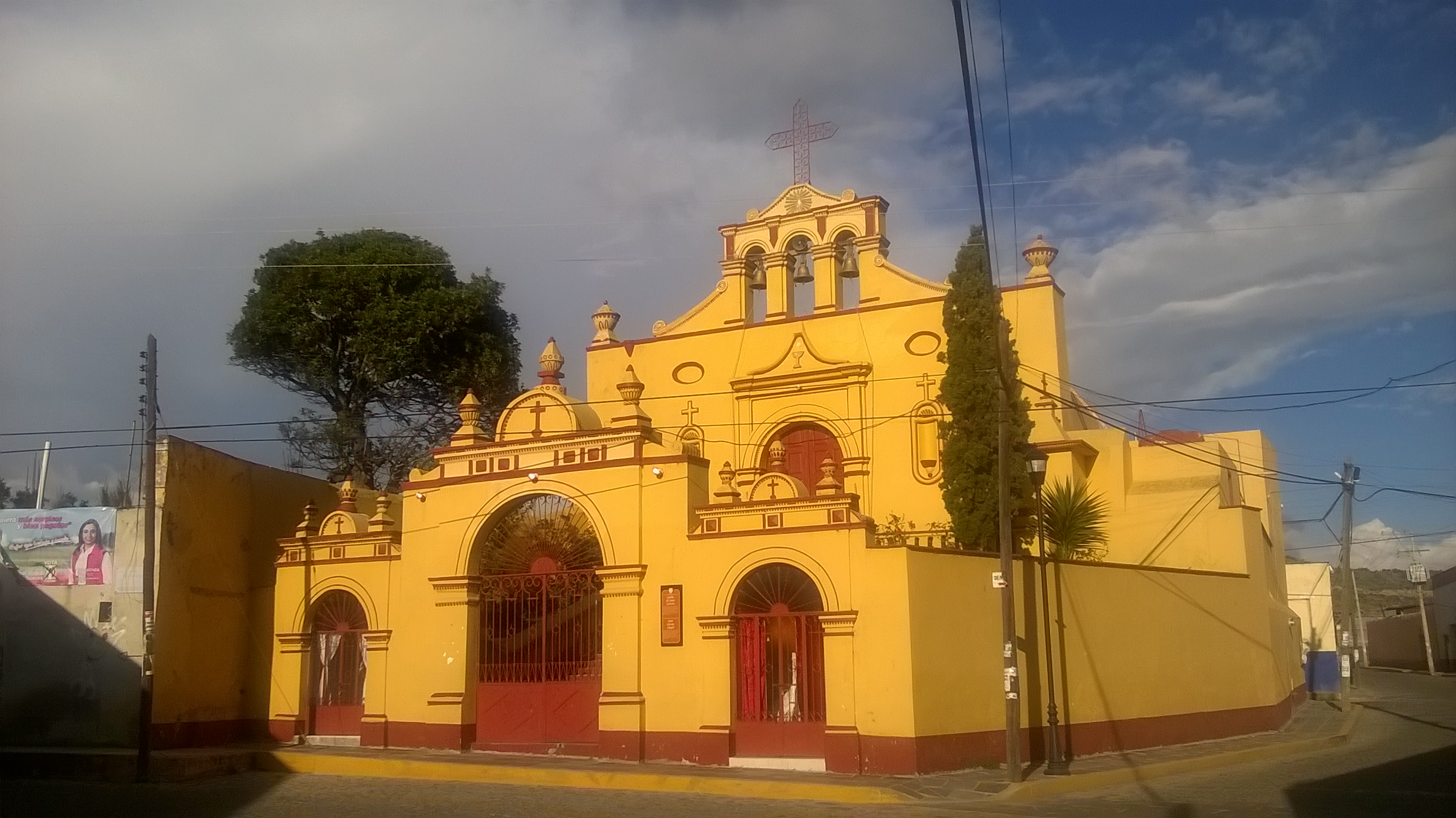
Capilla del calvario en el centro de la ciudad.

La época de su construcción data de los siglos XIX y XX. El acceso cuenta con una escalinata que va desde la calle hasta el atrio de la capilla. La fachada principal es aplanado color amarillo, los muros son de piedra de un espesor de 80 cm, la forma de la cubierta es plana y está hecha de concreto, tiene una inscripción la cual dice terminado en 1988, la puerta de acceso de la capilla es en forma de arco de medio punto y en la parte superior de la construcción cuenta con una espadaña compuesta con tres arcos de medio punto y con campanas cada uno.

### Hacienda Santa María Xalostoc
La Hacienda Sta. María Xalostoc es una de las estancias históricas más representativas de la región. Ha sido restaurada a lo largo de los últimos veinte años. La obra se realizó rescatando los materiales y las técnicas usadas en las diferentes épocas en las cuales se construyó la hacienda, incluyendo, pinturas naturales que se usaron en la época de la colonia. Dicho esfuerzo llevó a que en 2001 la hacienda se ganara el Premio Nacional de Restauración Histórica.

## Cultura

### Centro histórico

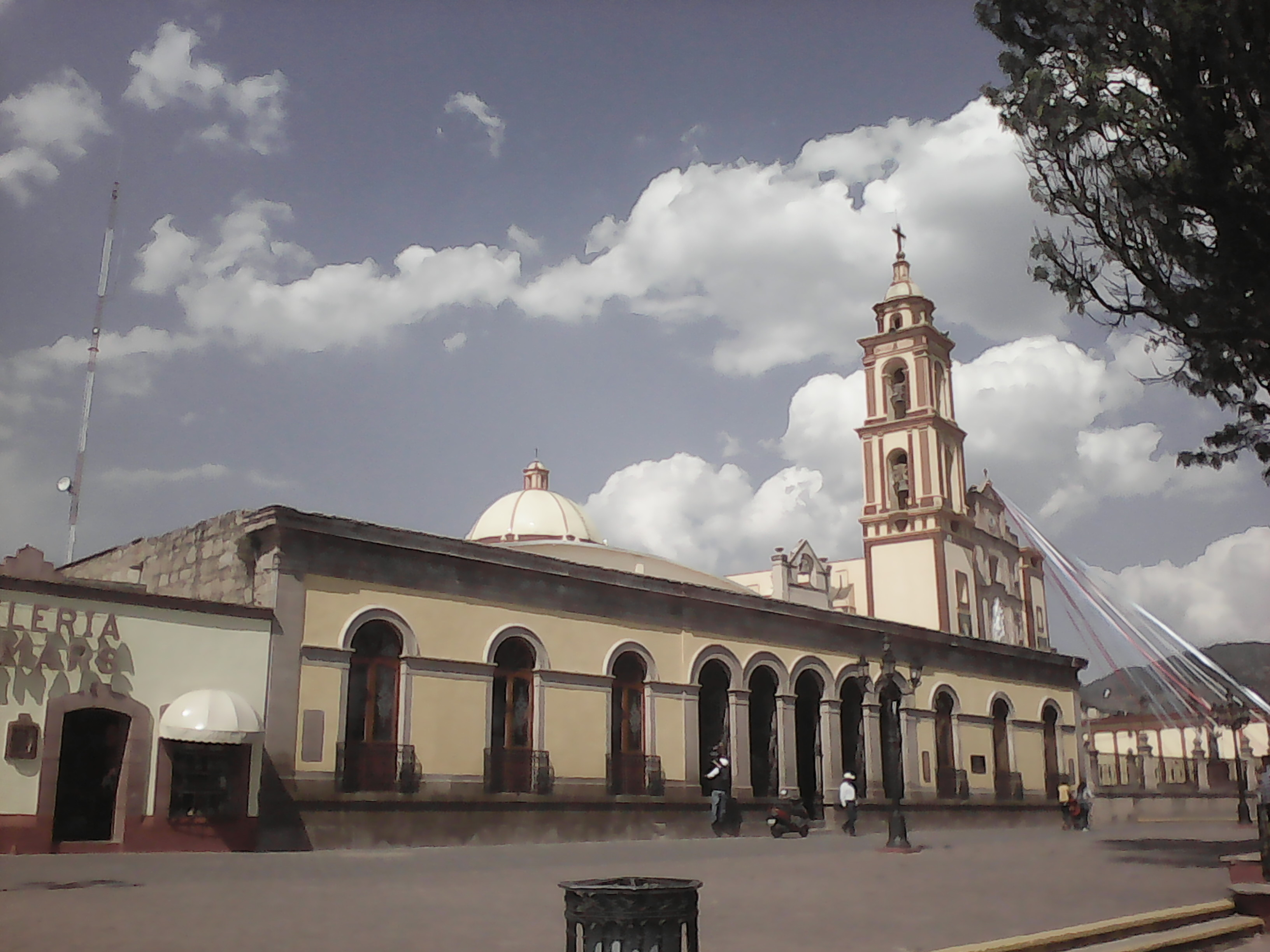
Palacio municipal en el centro histórico.

El centro histórico de Tlaxco simplemente llamado «El Centro» es la zona de monumentos históricos de la ciudad, donde se encuentran edificaciones de estilo colonial abarcando un área de 0.57 kilómetros cuadrados formada por dieciocho manzanas que comprenden aproximadamente 109 edificios construidos entre los siglos XVI al XIX.

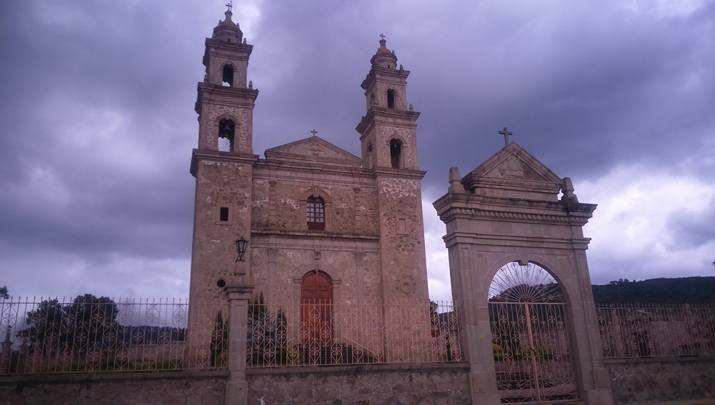
Santuario de Nuestra Señora de Lourdes.

La zona de monumentos históricos de Tlaxco fue decretada y aprobada por el expresidente Miguel de la Madrid el 11 de marzo de 1986 y puesta en vigor de acuerdo a su publicación en el Diario Oficial de la Federación el 9 de abril de 1986.

### Bibliotecas
La ciudad cuenta con dos bibliotecas públicas: la biblioteca pública municipal Tlaxco y la biblioteca pública municipal Victoria Dorantes.

### Centro cultural
El centro cultural de Tlaxco se construyó en 1906, inicialmente fue una escuela para señoritas, tiempo después fue una escuela primaria, posteriormente una escuela secundaria. Desde el 23 de febrero de 1988 se estableció como el Centro Cultural Tlaxco y biblioteca pública. Tiene una superficie de 1480.55 m² y cuenta con una sala de exposiciones temporales de 100 m².

### Museos

#### Museo Carlos González
El museo «Carlos González» llamado también Museo de Historia, Artes y Tradiciones es una institución pública donde se expone la identidad arqueológica y natural de Tlaxco. Fue inaugurado el 22 de noviembre de 2016 por el ex gobernador Mariano González Zarur durante el mandato del alcalde Jorge Rivera Sosa.

### Monumentos

#### Monumento aLa Patria

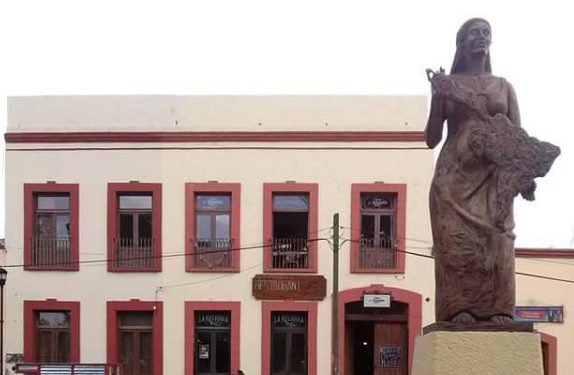
Monumento a Victoria Dornelas

El monumento a «La Patria» es una escultura dedicada a Victoria Dorantes, llamada también Victoria Dornelas, una modelo que posó para el pintor Jorge González Camarena. Su imagen se dejó ver en los libros de texto gratuitos de nivel básico de México, se estima que se imprimieron 523 millones de ejemplares publicados de 1962 a 1972. El lienzo de Victoria es exhibido en el Palacio de Bellas Artes de la Ciudad de México.

### Patrimonio inmaterial

#### Feria de Tlaxco
La feria de Tlaxco o Feria de San Agustín o Feria del Queso, la Madera y el Pulque es una festividad de culto católico, celebrada en honor a San Agustín, realizada por la Dirección de Turismo y Desarrollo Económico del municipio de Tlaxco. Se considera la mayor festividad no solo de la ciudad sino de todo el municipio, y se lleva a cabo del 23 de julio al 31 de agosto. Se realizan eventos como el festival del queso, la madera y el pulque, la Tlaxconada o el evento nacional de campismo, entre otros.

#### Festival del pulque

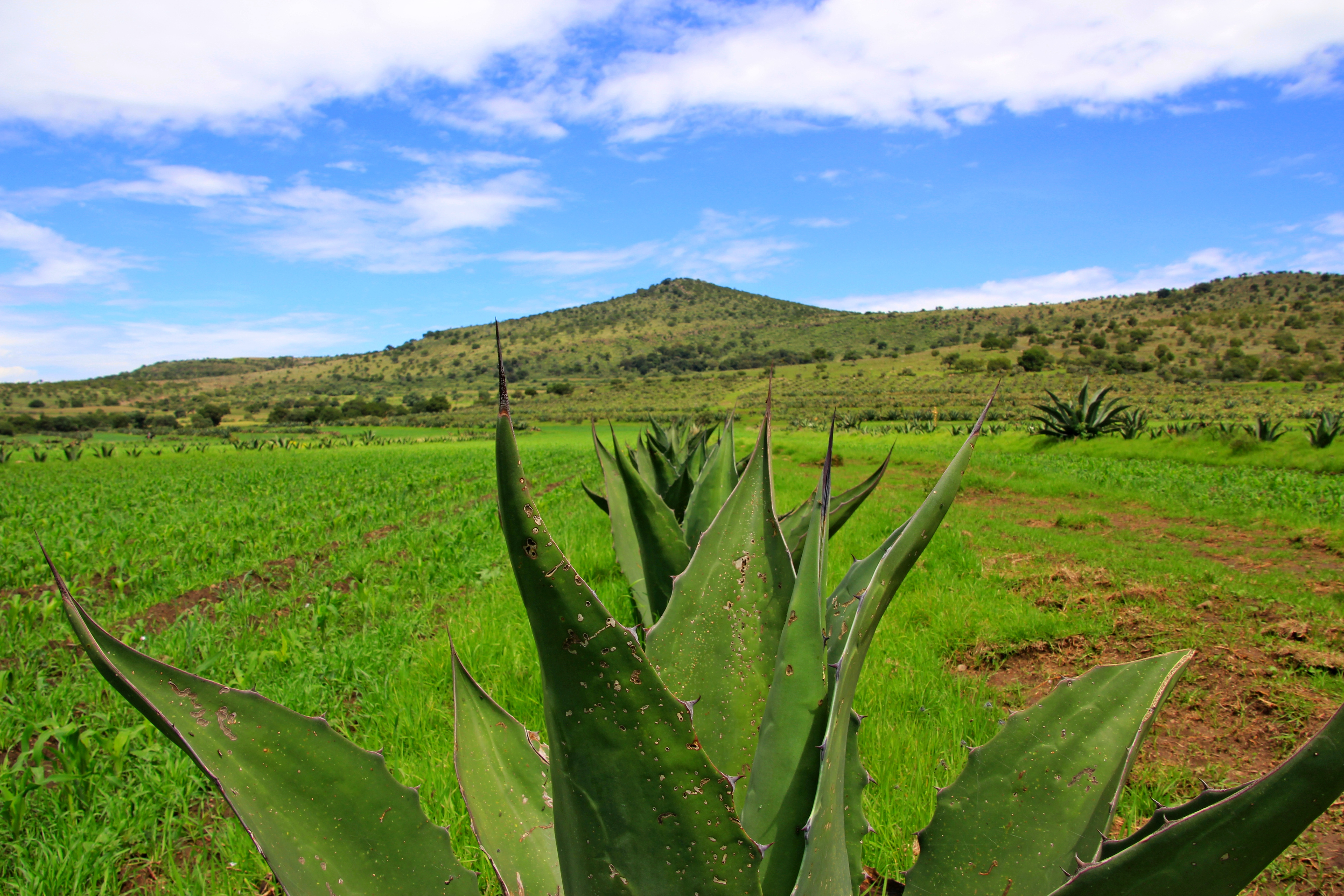
Hacienda pulquera de Tlaxco.

El festival del pulque es una feria realizada entre el 18 y 19 de marzo con la participación de productores de pulque regionales así como invitados de estados como Hidalgo, Estado de México y Puebla.

#### Festival del artesano
El festival del artesano es una celebración ejecutada desde 2010 que difunde artesanías talladas de madera, plata, productos de ocoxal, barro, quesos, entre otros. Es organizado por el Gobierno municipal y el Instituto Tlaxcalteca de la Cultura (ITC).

#### Fiesta del calvario
La fiesta del calvario es una festividad de culto católico realizada en honor al señor del Calvario —llamado también señor de la buena muerte o santo entierrito—, este evento es organizado por integrantes del grupo de «Silicios» Se celebra durante los domingos de Cuaresma.

## Gastronomía

### Queso

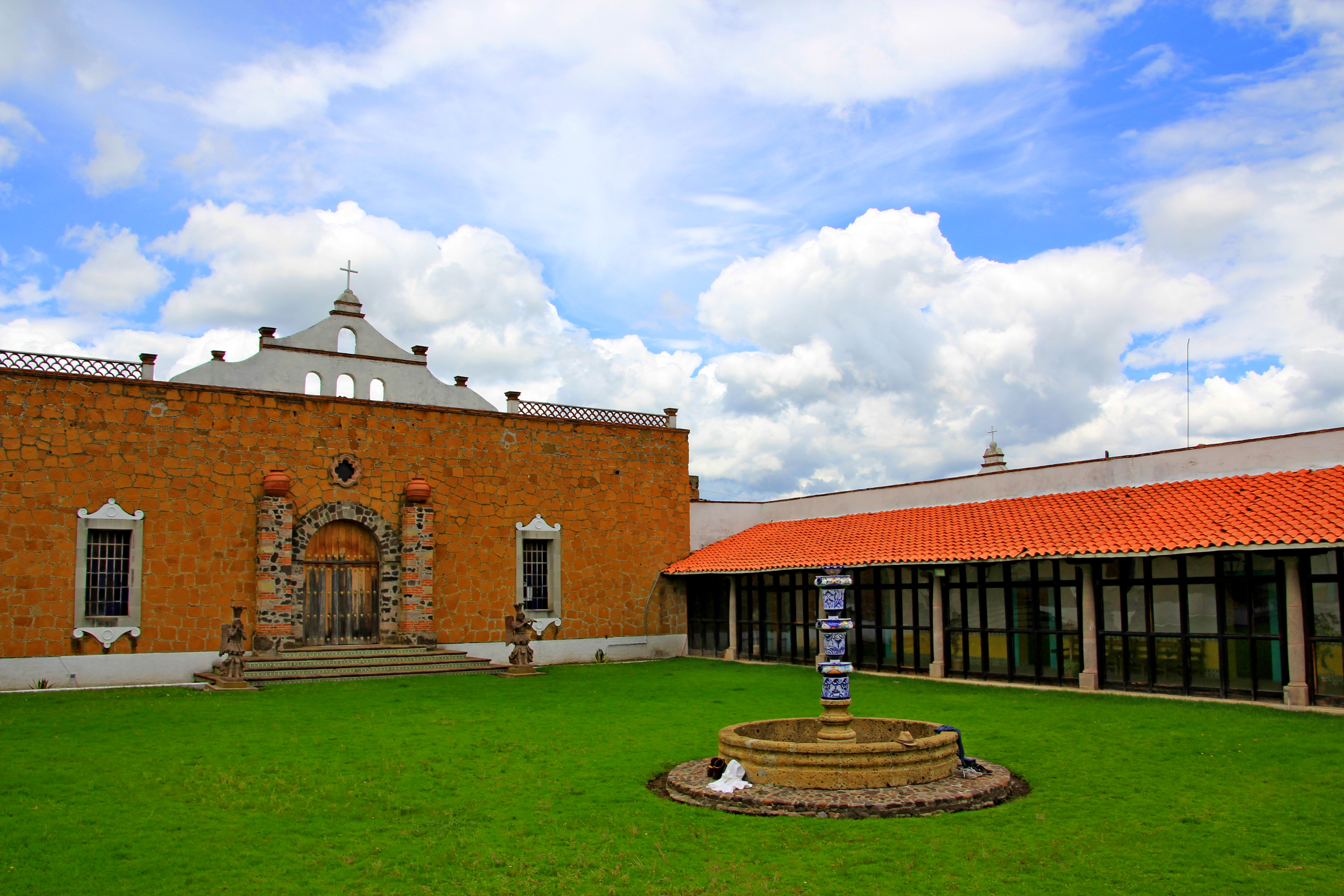
Hacienda ganadera.

El queso es un alimento sólido artesanal elaborado a partir de la leche de vaca, su elaboración data desde hace más de 100 años en la ciudad, principiando principalmente con queso de tenate y el queso de aro.
La producción se calcula en 26 700 litros de leche diarios y 3 550 kilogramos de queso confeccionado por ganaderos, recolectores de leche, queseros y cremerías de las haciendas ganaderas. El queso se expone en la feria anual de Tlaxco, llamada la feria del Queso, la Madera y el Pulque.

### Pulque
El pulque es producido a través de la planta de maguey de donde se extraen y elaboran otros productos como el mixiote y agua miel. Su fabricación sea incentivado con la creación del festival del pulque.

## Deporte
De acuerdo con los datos proporcionados por el Consejo Estatal del Deporte (COESDE), existen en Tlaxco, veinticuatro canchas de basquetbol, una cancha de béisbol, quince canchas de fútbol, tres canchas de frontón, una unidad deportiva y cinco canchas de voleibol.
En 2015 se disputó en Tlaxco, el torneo nacional de fútbol Street Soccer en su sexta edición en la etapa estatal, los ganadores del torneo son elegidos para representar a Tlaxcala a nivel nacional.

## Personas notables
Entre los tlaxquenses destacados se encuentran:
- Bartolomé Carrasco Briseño (Arzobispo)[96]
- Hermenegildo Sosa (pintor)[97]
- Adolfo Bonillas Dorantes (Revolucionario)
- Gabriel Hernández Márquez (Militar)
- Manuel Santillán (Gobernador)
- Jorge Bernal Vargas (Obispo)

## Relaciones públicas
La ciudad de Tlaxco está hermanada 002 ciudades alrededor del mundo
- Bustamante, México (2014)[98][99][100][100]
- Xochimilco, México (2014)[101]